# Rudolf Khevenhüller-Metsch
Rudolf hrabě Khevenhüller-Metsch (německy Rudolf Ladislaus Johann Joseph Maria Graf von Khevenhüller-Metsch; 18. června 1844 Vídeň – 20. října 1910 Vídeň) byl rakousko-uherský diplomat. Po krátké službě v c. k. armádě vstoupil do diplomatické služby a zastával různé funkce v řadě evropských zemí, nakonec byl rakousko-uherským velvyslancem ve Francii (1903–1910). V závěru své kariéry se stal členem rakouské panské sněmovny a rytířem Řádu zlatého rouna.

## Životopis
Pocházel z významného šlechtického rodu Khevenhüller-Metsch s majetkem v Čechách, narodil se jako nejmladší syn knížete Richarda Khevenhüller-Metsche (1813–1877), matka Antonie (1818–1870) patřila ke slezské šlechtické rodině Lichnovských z Voštic. Původně sloužil v armádě a již v roce 1866 byl poručíkem u 11. hulánského pluku, v rámci prusko-rakouské války bojoval v bitvě u Hradce Králové. O rok později vstoupil do diplomatických služeb a své působení zahájil na nižších postech ve Florencii, Paříži a Bruselu. V letech 1875–1877 byl spolu se svým starším bratrem poslancem českého zemského sněmu, kam byl zvolen v doplňovacích volbách za velkostatkářskou kurii. V armádě byl již mimo aktivní službu povýšen na rytmistra a jako diplomat byl v letech 1878–1879 legačním radou v Petrohradě. Do vyšších funkcí postoupil jako generální konzul v Bulharsku (1879–1881). V roce 1881 krátce působil ve Vídni na ministerstvu zahraničí a poté byl vyslancem v Srbsku (1881–1886) a v Belgii (1888–1902). V roce 1902 byl odeslán do penze, ale nakonec ještě v letech 1903–1910 vykonával funkci rakousko-uherského velvyslance ve Francii. V Paříži bylo jeho úkolem udržovat korektní vztahy s Francouzskou republikou, v době bosenské krize se ale dopustil několika diplomatických přehmatů.
Ve funkci velvyslance ve Francii pobýval na podzim roku 1910 ve Vídni, kde náhle zemřel ve věku 66 let (jeho zastupováním v Paříži byl tehdy pověřen hrabě Albert Nemes). Byl pohřben v rodové hrobce na hradě Hardegg v Dolním Rakousku, který byl v té době majetkem rodiny Khevenhüllerů.

## Tituly a ocenění
Jako mladší syn knížete užíval šlechtický titul hraběte. V roce 1875 byl jmenován c. k. komořím a jako vyslanec v Belgii obdržel v roce 1894 titul c. k. tajného rady s nárokem na oslovení Excelence. Jako dlouholetý diplomat získal vysoká státní vyznamenání v Rakousku-Uhersku i v zahraničí. V závěru kariéry byl dekorován prestižním Řádem zlatého rouna. Kromě toho byl čestným rytířem Maltézského řádu. V roce 1902 byl jmenován doživotním členem rakouské Panské sněmovny. 

### Rakousko-Uhersko
- Řád zlatého rouna (1908)
- velkokříž Leopoldova řádu (1906)
- Řád železné koruny I. třídy (1898)
- Jubilejní pamětní medaile (1898)
- Řád železné koruny III. třídy (1871)

### Zahraničí
- velkokříž Řádu Pia IX. (Papežský stát)
- velkokříž Leopoldova řádu (Belgie)
- rytíř Řádu čestné legie (Francie)
- Řád Medžidie I. třídy (Osmanská říše)
- Řád Osmanie III. třídy (Osmanská říše)
- Řád Takova I. třídy (Srbsko)
- Řád bílého orla II. třídy (Srbsko)
- rytíř Řádu italské koruny (Itálie)
- rytíř Řádu polární hvězdy (Švédsko)

## Rodina
Jeho starší bratr kníže Jan Khevenhüller-Metsch (1839–1905) byl poslancem českého zemského sněmu a říšské rady, kromě statků v Rakousku vlastnil v Čechách velkostatek Komorní Hrádek. Jejich švagry byli kníže Maxmilián Egon I. z Fürstenbergu (1822–1873), majitel velkostatku Křivoklát a hrabě Rudolf Chotek (1822–1903), majitel velkostatku Dolná Krupá v Horních Uhrách a člen uherské panské sněmovny.
S manželkou Alexandrinou Windischgrätzovou (1850–1933) měl jedinou dceru Kláru (1869–1955), provdanou Rohanovou. 